# Turmhügel Ottenburg
Der Turmhügel Ottenburg ist eine abgegangene Turmhügelburg (Motte) des hohen Mittelalters 150 Meter nördlich von Ottenburg in der Gemeinde Eching im oberbayrischen Landkreis Freising. Die Anlage wird als Bodendenkmal unter der Aktennummer D-1-7635-0032 im Bayernatlas als „verebneter Turmhügel des hohen Mittelalters“ geführt.

## Geschichte
Ottenburg wird erstmals im Jahr 750 als „Outinpurg“ erwähnt. Das seit mindestens 1070 bischöflich-freisingische Lehen war Stammsitz der Grafen von Ottenburg-Grögling. Um 1150/58 erfolgte südlich des Standorts der Turmhügelburg unter Bischof Otto von Freising der Ausbau einer mittelalterlichen Höhenburg, die später in das Schloss Ottenburg umgewandelt wurde.

## Beschreibung
Der Turmhügel liegt südlich des Eichenwegs in einem Waldgebiet. Die Anlage hat die Ausmaße von ca. 52 m in Ost-West-Richtung und 60 m in Nord-Süd-Richtung. 240 m südlich befindet sich das Schloss Ottenburg.